# De Dion-Bouton Type FH
Der De Dion-Bouton Type FH ist ein Pkw-Modell aus den 1910er Jahren. Hersteller war De Dion-Bouton aus Frankreich.

## Beschreibung
Die Zulassung durch die nationale Zulassungsbehörde erfolgte am 8. August 1913. Es ist das Colonial-Modell zum Type EL und wurde nur außerhalb Frankreichs angeboten.
Der Vierzylindermotor hat 75 mm Bohrung, 130 mm Hub und 2297 cm³ Hubraum. Er war damals in Frankreich mit 14 Cheval fiscal (Steuer-PS) bzw. 12/16 CV eingestuft. Bei 1500 Umdrehungen in der Minute leistet er 19,1 bhp. Die Höchstleistung des Motors ist nicht bekannt. Er ist vorne im Fahrgestell montiert und treibt über ein Vierganggetriebe und eine Kardanwelle die Hinterräder an. Der Wasserkühler ist direkt vor dem Motor hinter einem deutlich sichtbaren Kühlergrill.
Die Basis bildet ein Pressstahlrahmen. Der Radstand beträgt 2978 mm und die Spurweite 1250 mm. Die Unterschiede zum Type EL sind größere Reifen, 7 cm mehr Bodenfreiheit, ein größerer Kühler und verstärkte Radaufhängungen.
Bekannt sind Aufbauten als Tourenwagen.
Das Modell wurde bis 1914 produziert und dann ohne Nachfolger eingestellt.